# Plectris picea
Plectris picea är en skalbaggsart som beskrevs av Evans 2003. Plectris picea ingår i släktet Plectris och familjen Melolonthidae. Inga underarter finns listade i Catalogue of Life.